# Marlies Philippa
Marie Louise (Marlies) Antoinette Imelda Philippa (Haarlem, 1944) is een Nederlands historisch taalkundige en schrijfster. Ze was hoofdredacteur van het Etymologisch woordenboek van het Nederlands.

## Biografie
Marlies Philippa werd geboren in Haarlem, woonde als kind in Almelo en deed in 1962 eindexamen gymnasium in Tilburg. Ze studeerde Nederlands en Oudgermaans aan de Rijksuniversiteit Utrecht (RUU), Zweeds aan de RUU en de Universiteit van Göteborg en Arabisch aan de Universiteit van Amsterdam (UvA). Ze was tijdens haar studie Zweeds vicevoorzitter van de inmiddels opgeheven Skandinavische Vereniging Utrecht en deed een cursus Zweeds aan de Universiteit van Uppsala. Ook volgde zij een toneelopleiding in Norrköping. Tijdens haar studie Arabisch deed ze een cursus in deze taal aan de Universiteit van Alexandrië.
Ze haalde haar onderwijsbevoegdheid en gaf Nederlandse les op verschillende middelbare scholen. Ook doceerde ze Oudgermaans aan de RUU en Zweeds aan de Landbouwhogeschool Wageningen en Volksuniversiteiten in Utrecht en Ede. Vanaf 1977 was ze beëdigd vertaler Zweeds.
Vanaf 1977 is Philippa verbonden als historisch taalkundige aan de UvA. Ze publiceerde verschillende artikelen in wetenschappelijke tijdschriften en gaf onderwijs op het gebied van Middelnederlandse taalkunde, historisch vergelijkende taalkunde, etymologie, dialectologie en Nederlands als tweede taal. Ook deed ze onderzoek op het gebied van de runologie, etymologie en de fonologie, morfologie en syntaxis van de oudere Germaanse talen. In 1987 promoveerde ze op talen en dialecten rond de Noordzee tot doctor in de letteren. 
Van 1978 tot 2000 verzorgde ze de etymologische rubriek Van Woord tot Woord in Onze Taal. Daarna had ze tot 2005 de vergelijkbare rubriek De woorden van Marlies in het Vlaamse tijdschrift Over Taal. Ook werkte Philippa bij een aantal taalprogramma's op de radio: Taalshow, Wat een taal en NOS taal. Vanaf 1994 tot en met 2013 vulde ze iedere dinsdagpagina van de Onze Taal Taalkalender met een etymologie. Ze was mede-oprichter en secretaris van de Vereniging van Oudgermanisten en voorzitter van het Actiecomité Buitenlandse Namen. Van november 2008 tot april 2018 was ze voorzitter van het Cornelis Vreeswijk Genootschap.
Ze publiceerde diverse boeken over etymologie. Tevens was ze hoofdredacteur van het Etymologisch woordenboek van het Nederlands (EWN), dat in vier delen verscheen. Philippa was secretaris van de Kiliaanstichting, die verantwoordelijk was voor het financiële beheer van het EWN.